# بور ساگاله
بور-ساگاله (به انگلیسی: Bur-Sagale ,Bur-Saggile ,Pur-Sagale ,Par-Sagale) یکی از شناخته شده‌ترین لیموهای «لیست لیموهای آشوری» است. (گونه‌ای اپونیم است، در فارسی اپونیم را نام دهنده یا نام ده می‌گویند)
متون آسوری می‌گویند که در سالی که به نام فرد مزبور است، کسوفی روی داده، دلیل شهرت این سال در تاریخ آشور (و به‌طور کلی در تاریخ خاور نزدیک باستان) هم، وقوع این کسوف است که اصطلاحاً آن را کسوف آسوری یا کسوف بورساگاله می‌نامند (این نام هم مانند بسیاری از موارد مشابه دیگر به صورت‌های مختلف خوانده و تلفظ می‌شود).
اکنون دانشمندان موفق شده‌اند تاریخ دقیق این رویداد اخترشناختی را تعیین کنند: ۱۵ ژوئن سال ۷۶۳ پیش از میلاد. این کسوف در سال دهم حکومت آشور دان سوم پادشاه آشور روی داده است.

## به چالش گیری موضوع
زمان دقیق این رویداد - یعنی وقوع کسوف - تعیین شده است، ولی یک مسئله وجود دارد که به‌طور قطع حل نشده است، این که آیا کسوفی که متون آشوری مزبور از آن صحبت می‌کنند، کسوف ۱۵ ژوئن ۷۶۳ ق.م. است؟
هنری راولینسون در سال ۱۸۶۷م. به این نتیجه رسید که به احتمال زیاد، این همان کسوف است. امروزه این مطلب به طرز گسترده‌ای از سوی دانشمندان و متخصصان مربوطه مورد پذیرش واقع شده‌است.
با این حال مدرک اصلی، یعنی متون آشوری هیچ گونه جزئیاتی را دربارهٔ این کسوف بیان نمی‌کنند، به گونه‌ای که این اتفاق می‌توانسته در هر نقطه‌ای از قلمرو پادشاهی آشور اتفاق افتاده باشد؛ نه لزوماً در آشور یا نینوا.